# Mayagryllus yucatanus
Mayagryllus yucatanus is een rechtvleugelig insect uit de familie krekels (Gryllidae). De wetenschappelijke naam van deze soort is voor het eerst geldig gepubliceerd in 1938 door Hubbell.